# Джан-Карло Вік
Джан-Карло Вік (італ. Gian Carlo Wick, 15 жовтня 1909 — 20 квітня 1992) — італійський фізик-теоретик, відомий працями з квантової теорії поля.

## Біографія
Джан-Карло Вік народився в Турині, Італія в 1909 році. Батько Віка був інженером-хіміком, а його мати, Барбара Алласон (1877–1968), була відомою італійською письменницею і антифашисткою. Дідусь його батька емігрував з Швейцарії до Італії, а бабуся — з Австрії.
У 1930 році Вік захистив докторську дисертацію в Турині під керівництвом Г. Ватагіна на тему електронної теорії металів. Потім він подався до Геттінгена і Лейпцига для подальшого вивчення фізики. Одним з професорів, яких він знав, був Вернер Гейзенберг. Гейзенбергу сподобався молодий італійський теоретик, вони поділяли спільний інтерес до класичної музики і Гейзенберг ставився до Віка з любов'ю, яку той ніколи не забув. Раз на тиждень Гейзенберг запрошував Віка та інших учнів до себе додому, щоб весело розмовляти і грати у пінг-понг.
1932 року Вік став помічником Енріко Фермі в Римі. У 1946 році він поїхав разом із Фермі до Сполучених Штатів, спочатку до університету Нотр-Дам, потім — до Берклі.
У 1957 році він став начальником теоретичного відділу Національної лабораторії Брукхейвена. 
У 1965 році він став професором в Колумбійському університеті в Нью-Йорку, де співпрацював з Цун-Дао Лі.

## Нагороди та визнання
Член Національної академії наук США (1963), Американської академії мистецтв і наук (1970), Національної академії деї Лінчеї (1994).
У число нагород входять:
- Премія Денні Гайнемана з математичної фізики (1967).[6]
- Медаль Маттеуччі (1980).